# Stig Pedersen
Stig Pedersen, född 18 maj 1965 i Amager i Danmark, är den tvåsträngade basisten i det danska bandet D-A-D och det ska också ha hänt att Stigge kört på en enda sträng. Stig designar också sin egen bas efter sin smak och fantasi.
Dessutom är han också den drivande kraften som startade upp bandet och skriver en hel del av låtarna, vilket ofta glöms, på grund av basistens något expotionella klädval live.
Stig spelade tidigare bas i punkbandet ADS, men slutade där 1982.